# Vivo (filme)
Vivo (bra: A Jornada de Vivo; prt: Vivo) é um filme de animação digital do gênero comédia musical estadunidense de 2021, produzido pela Sony Pictures Animation. O filme é dirigido por Kirk DeMicco e co-dirigido por Brandon Jeffords, a partir de um roteiro de Quiara Alegría Hudes e DeMicco, e uma história que teve como base a ideia original de Peter Barsocchini, com canções de Lin-Manuel Miranda, que dublou o personagem-título e o elenco também conta com as vozes de Ynairaly Simo, Zoe Saldana, Juan de Marcos González, Michael Rooker, Brian Tyree Henry, Nicole Byer e Gloria Estefan. O filme marca o primeiro musical da Sony Pictures Animation. 
O filme foi apresentado pela primeira vez à DreamWorks Animation em 2010 por Miranda, mas foi cancelado devido à reestruturação da empresa em 2015. Mais tarde, foi revivido pela Sony Pictures Animation em 14 de dezembro de 2016.
Vivo foi lançado em cinemas selecionados em 30 de julho de 2021 nos Estados Unidos e digitalmente na Netflix em 6 de agosto de 2021. O filme recebeu críticas geralmente positivas da crítica, que elogiou a animação, as vozes e os números musicais[carece de fontes?]. 

## Sinopse
“Vivo” é o nome de um jupará (espécie de urso da floresta) que passa seus dias tocando música para o público em Havana com seu amigo Andrés. Apesar de não falarem a mesma língua, Vivo e Andrés são uma dupla perfeita por conta de seu amor pela música. Mas quando uma tragédia se abate logo após Andrés receber uma carta da famosa Marta Sandoval, convidando-o a seu show de despedida em Miami, depende de Vivo entregar uma mensagem que Andrés nunca conseguiu: uma carta de amor de Andrés para Marta no formato de uma canção. Para chegar em Miami, Vivo irá precisar da ajuda de Gabi, uma adolescente enérgica que tem uma batida própria.

## Elenco
- Lin-Manuel Miranda como Vivo
- Ynairaly Simo como Gabi
- Zoe Saldana como Rosa
- Juan de Marcos González como Andrés
- Michael Rooker como Lutador
- Brian Tyree Henry como Dançarino
- Nicole Byer como Valentina
- Gloria Estefan como Marta Sandoval
- Leslie David Baker como um motorista de ônibus em Flórida
- Katie Lowes como Becky
- Olivia Trujillo como Eva
- Lidya Jewett como Sarah

## Produção

### Desenvolvimento
As origens do filme remontam a 2010, quando Lin-Manuel Miranda ofereceu um filme para a DreamWorks Animation após o sucesso de seu musical In the Heights. Devido a uma reestruturação em 2015, a DreamWorks Animation cancelou o projeto. Em 14 de dezembro de 2016, a Sony Pictures Animation voltou com projeto sob o nome Vivo, que foi baseado em uma ideia original de Peter Barsocchini, com direção de Kirk DeMicco, produção de Lisa Stewart, produção executiva de Laurence Mark e Quiara Alegría Hudes escrevendo o roteiro a partir de uma história de Barsocchini.  Em 12 de junho de 2019, a presidente da Sony Pictures Animation, Kristine Belson, anunciou no Annecy International Animated Film Festival que Rich Moore está co-produzindo o filme e Roger Deakins servindo como consultor visual do filme. O elenco foi anunciado em 26 de abril de 2021.

### Música
Em 14 de dezembro de 2016, foi revelado que Lin-Manuel Miranda escreveu 11 músicas para o filme. Em 26 de abril de 2021, foi relatado que o colaborador recorrente de Miranda, Alex Lacamoire, trabalharia no filme como compositor da trilha sonora e produtor musical executivo.

## Lançamento
Em 14 de dezembro de 2016, o filme estava programado para ser lançado em 18 de dezembro de 2020. Em 26 de janeiro de 2018, a data de lançamento do filme foi adiantada um mês antes, para 6 de novembro de 2020. Em 1 de novembro de 2019, a Sony Pictures adiou a estreia do filme para 16 de abril de 2021. Em 24 de abril de 2020, a estreia do filme foi adiada para 4 de junho de 2021 por causa da pandemia de COVID-19. Em 26 de abril de 2021, a Sony anunciou o cancelamento do lançamento do filme nos cinemas e licenciou os direitos do filme para a Netflix, com a Sony mantendo o lançamento em DVD e os direitos de distribuição na China e para a TV. O filme foi lançado em cinemas selecionados em 30 de julho de 2021 nos Estados Unidos e na Netflix em 6 de agosto de 2021. 

## Recepção
O site agregador de críticas Rotten Tomatoes relata que 87% dos 90 críticos deram ao filme uma avaliação positiva com uma pontuação média de 6,80/10. O consenso crítico do site diz: "Vivo oferece poucas surpresas, mas esta aventura atraente e animada é animada pelas canções cativantes contribuídas pela estrela Lin-Manuel Miranda.". No Metacritic, o filme tem uma pontuação média ponderada de 66 de 100, com base em 22 críticos, indicando "críticas geralmente favoráveis".
Maya Phillips, do The New York Times, elogiou o canto de Miranda e disse: "As canções de Miranda incorporam seu rap rápido e característico, junto com mudanças rápidas de andamento e misturas de gênero. A canção de Gabi, "My Own Drum", com seu Rap escasso e auto-tune no estilo Nicki Minaj, é a gema que eu não sabia que precisava na minha vida. “Vivo” tem fofura de sobra, mesmo que o resto seja um sucesso ou um fracasso. Mas, todos nós sabemos, a batida continua.". Brian Lowry, da CNN, também concordou com Phillips e disse "Lin-Manuel Miranda traz seu talento para outro filme de animação "Vivo" uma doce, embora leve, história de amor construída em torno de um jupará extraordinariamente engenhoso. Estreando na Netflix, as canções de Miranda elevam um esforço pequeno, chame-o de fofo, sem que seja pejorativo, com uma veia descaradamente romântica.". Benjamin Lee, do The Guardian, avaliou o filme com 3 estrelas de 5 e escreveu "Mas, embora Vivo compartilhe o brilho caro e a boa natureza da última peça de segunda mão da Sony, fica aquém de quase todo o resto, um doce e uma aventura musical colorida que não é tão doce e colorida o suficiente, navegando em prazeres simples que desaparecem assim que a música para.".
Petrana Radulovic, da Polygon, foi mais crítica sobre o filme e disse em sua crítica que embora a música fosse "definitivamente um dos destaques do filme", os desvios musicais no filme fazem com que pareça "uma versão animada de um outtake de Hamilton". Ela passou a elogiar a animação e o estilo visual do filme, afirmando que "tudo se enreda em uma bela sinfonia", mas criticou a história. David Ehrlich, da IndieWire, deu ao filme uma nota C e escreveu "É uma premissa divertida para uma grande aventura e uma lição valiosa para crianças que podem ser surpreendidas ao perceber que “agora” não é “para sempre”. O único problema é que “Vivo" torna-se cada vez mais genérico e esquecível à medida que o filme avança, e quanto mais perto seu herói peludo chega de encontrar uma fresta de esperança, mais os espectadores desejam que ele nunca tenha procurado por uma.". Peter Debruge, da Variety, também deu o filme uma crítica um tanto positiva, dizendo que "o filme ostenta a aparência rica e profissional da animação por computador de primeira linha, mesmo que “Vivo” seja reproduzido por um livro de estilo mais convencional do que as descobertas recentes do estúdio [Sony Pictures Animation] "A Família Mitchell e a Revolta das Máquinas” e "Homem-Aranha no Aranhaverso”. O visual dos personagens é bom, se não especialmente inspirados.".

### Audiência da Netflix
Vivo foi o filme mais visto na Netflix no mês de agosto, com 493 minutos em sua primeira semana completa, traduzindo-se em cerca de 5,7 milhões de visualizações na semana de 2 a 9 de agosto.